# البنك الصناعي الصيني
شركة البنك الصناعي الصيني المحدودة هو بنك تجاري مقره في فوتشو بمقاطعة فوجيان في جمهورية الصين الشعبية .

## روابط خارجية
- الموقع الرسمي